# The Ninth Hour
The Ninth Hour é o nono álbum de estúdio da banda finlandesa de power metal Sonata Arctica. Foi lançado em 7 de outubro de 2016, pela Nuclear Blast.

## Antecedentes e gravação
O vocalista, tecladista e compositor Tony Kakko confirmou que o Sonata Arctica iria começar a gravar seu nono álbum de estúdio em abril de 2016 em vários estúdios na Finlândia, com a gravação e mixagem principais previstas para acontecer no Studio57 em Alaveteli, Finlândia. Ele também descreveu a capa deste novo álbum:
| “ | A capa de nosso nono álbum de estúdio The Ninth Hour mostra uma paisagem futura utópica no fundo. A natureza e as tecnologias humanas estão em equilíbrio. No meio, temos uma engenhoca em forma de ampulheta com um botão para fuçarmos. A parte da direita representa o lado da natureza sem nenhum humano restante; na esquerda, temos a distopia humana após termos destruído a natureza. A ideia que eu tive foi que girar o botão vai inclinar a ampulheta para uma direção ou outra, e o outro lado irá lentamente se esvaziar e aquele futuro será apagado. Biblicamente espera-se que nós nos arrependamos e nos sacrifiquemos na Nona Hora... para mergulharmos de volta para uma realidade mais mundana, é um fato que nós estamos vivendo tempos históricos e críticos. Nossas decisões definirão o futuro. Não apenas o nosso como uma raça, mas o futuro do planeta inteiro. Nós precisamos fazer sacrifícios e em muitos casos nós iremos nos arrepender de nossas escolhas já feitas. | ” |

Kakko diz que a inspiração musical para o álbum veio abrindo seus olhos e ouvidos e deixando tudo entrar. O título do álbum é inspirado pela Nona Hora descrita na Bíblia, que é o momento em que as pessoas deveriam se sacrificar e sentir remorso, de acordo com o livro.

## Informações das faixas
A abertura e primeiro single é "Closer to an Animal", uma faixa em que Tony trabalhou dois anos antes da gravação do álbum e que foi colocada na mesa já no meio das sessões. Ela tem uma repetição, chamada "On the Faultline (Closure to an Animal)", que fecha a edição regular do álbum e marca a primeira vez que o tecladista Henrik Klingenberg usou um piano acústico com a banda. Ele citou uma influência de música dos anos 80 em seu trabalho na faixa.
"Life" foi a primeira faixa na qual a banda trabalhou, mas também a última a ser finalizada, o que fez dela a mais alterada de todas nas sessões. Segundo Tony, "nós tínhamos três versões diferentes. Eu não estava feliz, os rapazes estavam completamente empolgados pela primeira versão e escolheram-na como a versão deles. Mas eu pensei que ela estava bem horrível (risos). Eu falei pra eles: 'nós vamos suspendê-la'. Eu voltei a ela mais tarde e acho que acertei, editei algumas partes e mudou umas coisas."
"Fairytale" é uma sátira momento político dos Estados unidos à época da gravação do álbum. "We Are What We Are" foi uma das poucas canções que Tony preparou em demo para mostrar para a banda antes das gravações. Diferentemente do que fez para o Pariah's Child, ele não gravou uma demo para toda canção que escreveu para The Ninth Hour. A faixa tem a participação especial de Troy Donockley, do Nightwish, tocando Overton low whistle. Tony mostrou a faixa para ele em meio a uma turnê Norte Americana e sugeriu sua participação.
O baixista Pasi Kauppinen viu influências de música típica finlandesa em "Til Death's Done Us Apart". Ela continua a chamada saga Caleb, que começou em Silence ("The End of This Chapter"), continuou em Reckoning Night ("Don't Say a Word"), Unia ("Caleb") e The Days of Grays ("Juliet") e continua em Talviyö ("The Last of the Lambs").
Tony apresentou "Among the Shooting Stars" ao resto da banda pela primeira vez durante as sessões do Stones Grow Her Name, mas eles a rejeitaram. Ele então trabalhou ela novamente para este álbum. Ela fala de um casal de lobos. "Rise a Night" resgata o power metal inicial deles e fala de um grupo de aventureiros partindo de seu planeta quase destruído para encontrar um novo lugar para sua raça, até chegarem à Terra.
"Fly, Navigate, Communicate" é uma canção influenciada pelo Devin Townsend Project que compara as relações humanas a procedimentos de aviação (voar, navegar e comunicar, como indica o título em inglês). Tony a descreveu como a canção "mais dura, agressiva e rápida" do álbum. Alguns membros estavam até inseguros quanto a incluí-la no álbum. "Candle Lawns" é outra canção reminiscente das sessões de Stones Grow Her Name. Tony a escreveu durante a mixagem do álbum para um projeto de filme de um amigo na América e depois a retrabalhou para The Ninth Hour. A faixa fala de uma criança descrevendo um cemitério. Em outra entrevista, ele a descreveu como "uma história sobre amigos que são tão próximos que são praticamente irmãos e eles vão lutar juntos e têm a mesma carreira. Aí um deles é morto e diz ao amigo para cuidar de sua família por ele.
"White Pearl, Black Oceans - Part II, 'By the Grace of the Ocean'" continua a história iniciada em "White Pearl, Black Oceans...", do Reckoning Night. Ela foi concebida inicialmente para ser o encerramento do álbum. Conforme explica Tony:
| “ | Eu comecei a escrevê-la em abril. Eu tinha esse sample de música sinfônica. Eu achei que ele poderia ser uma grande introdução ou parte de uma canção. (...) Há muita pressão por trás dela porque a primeira [parte] tinha muitos grandes significados e estava nos corações de tantos fãs do Sonata Arctica. (...) Eu tive de ser realmente cuidadoso para que a segunda parte fosse uma sequência digna. Eu não facilitei essa tarefa matando os dois personagens principais ao final da primeira (risos). | ” |

## Faixas
| N.º | Título | Duração |  |
| 1.  | "Closer to an Animal" (Mais Perto de um Animal)                                                                                       | 5:25    |  |
| 2.  | "Life" (Vida) | 5:07    |  |
| 3.  | "Fairytale" (Conto de Fadas) | 6:39    |  |
| 4.  | "We Are What We Are" (Nós Somos o Que Somos)                                                                                          | 5:25    |  |
| 5.  | "Till Death's Done Us Apart" (Até Que a Morte Nos Separe)                                                                             | 6:06    |  |
| 6.  | "Among the Shooting Stars" (Entre as Estrelas Cadentes)                                                                               | 4:10    |  |
| 7.  | "Rise a Night" (Levantar uma Noite)                                                                                                   | 4:28    |  |
| 8.  | "Fly, Navigate, Communicate" (Voe, Navegue, Comunique-se)                                                                             | 4:27    |  |
| 9.  | "Candle Lawns" (Gramados de Velas) | 4:32    |  |
| 10. | "White Pearl, Black Oceans - Part II, "By the Grace of the Ocean"" (Pérola Branca, Oceanos Negros - Parte II, "Pela Graça do Oceano") | 10:13   |  |
| 11. | "On the Faultline (Closure to an Animal)" (Na Falha Geológica (Fechamento de um Animal))                                              | 5:34    |  |

| Faixa bônus da edição digipack |                                                                                          |         |  |
| N.º                            | Título                                                                                   | Duração |  |
| 12.                            | "Run to You" ("Correr até Você"; cover de Bryan Adams (escrito por Bryan e Jim Vallance) | 3:34    |  |

| Faixa bônus da edição japonesa |                             |         |  |
| N.º                            | Título                      | Duração |  |
| 10.                            | "The Elephant" (O Elefante) | 4:13    |  |

## Créditos
Creditos adaptados do site oficial da banda:
- Tony Kakko – vocais, teclados adicionais, programação, arranjos
- Elias Viljanen – guitarra
- Pasi Kauppinen – baixo, baixo sem casas em "On the Faultline (Closure to an Animal)", gravação e mixagem
- Henrik Klingenberg – teclados
- Tommy Portimo – bateria

Músicos convidados
- Troy Donockley - Overton low whistle em "We Are What We Are" (gravado no Warterworld Studio em North Yorkshire, Inglaterra)
- Mikko P. Mustonen - orquestrações em "White Pearl, Black Oceans - Part II, 'By the Grace of the Ocean'"
- Aaron Newport - declamações em "Closer to an Animal" e "The Elephant" (gravadas no Eleven Productions, Indianápolis, Indiana, Estados Unidos, por Victor Jobe)
- Tónursson Chanters Group - vocais de apoio adicionais em "The Elephant" (gravados e mixados no Studio57 por Pasi Kauppinen)

Pessoal técnico
- Svante Forsbäck - masterização no Chartmakers West
- Janne "ToxicAngel" Pitkänen - capa e layout
- Ville Juurikkala - fotografia da banda
- Sonata Arctica - produção e arranjos

## Paradas
| Parada (2016)                         | Maior posição |
| ------------------------------------- | ------------- |
| Áustria (Ö3 Austria Top 40)           | 43            |
| Bélgica (Ultratop Flandres)           | 112           |
| Bélgica (Ultratop Valônia)            | 53            |
| Finlândia (Suomen virallinen lista)   | 2             |
| França (SNEP)                         | 96            |
| Alemanha (Offizielle Deutsche Charts) | 22            |
| Itália (FIMI)                         | 68            |
| Escócia (Official Scottish Albums)    | 96            |
| Spanish Albums (PROMUSICAE)           | 86            |
| Suécia (Sverigetopplistan)            | 60            |
| Suíça (Schweizer Hitparade)           | 18            |